# Hit Mania 2019
Hit Mania 2019 è una compilation di artisti vari facente parte della serie Hit Mania, uscita nei negozi il 14 Dicembre 2018.
È stata pubblicata sia in versione singola (2 CD + rivista), sia in versione cofanetto (4 CD + rivista) dove oltre "Hit Mania 2019" e "Hit Mania 2019 Club Version" troverete anche il CD3: "DEEP HOUSE PARTY Inverno 2019" e il CD4: "EDM Electronic Dance Music #8".
La compilation è stata mixata dal disc jockey Mauro Miclini di Radio Deejay.
La copertina è stata curata e progettata da Gorial.

## Tracce CD1
1. Cesare Cremonini - Possibili Scenari
2. Shawn Mendes - Big In Japan
3. Marshmello & Bastille - Happier
4. Gué Pequeno - Bling Bling (Oro)
5. Burak Yeter & Cecilia Krull - My Life is Going On Remix (Burak Yeter Rmx)
6. Silk City feat. Diplo, Dua Lipa & Mark Ronson - Electricity
7. Celestal feat. Rachel Pearl & Grynn -  Old School Romance (Rmx Edit)
8. Hooverphonic - Romantic
9. Merk & Kremont feat. DNCE - Hands Up
10. Fabio Rovazzi - Faccio Quello Che Voglio
11. HUGEL & Taio Cruz - Signs
12. Dynoro & Gigi D'Agostino - In My Mind
13. Bob Sinclar - I Believe
14. Axwell Ʌ Ingrosso & RØMANS - Dancing Alone
15. Alice Merton - Lash Out
16. Jacopo Galeazzi - One Night
17. Lenzi & Martin - Get It Right (Radio Version)
18. Mark Donato & Andyrave VS. Cicco DJ - Crazy Top
19. Elodie feat. Ghemon - Rambla
20. Alvaro Soler - Ella
21. Annalisa feat. Mr. Rain - Un Domani
22. Emis Killa - Fuoco e Benzina
23. Elettra Lamborghini - Mala
24. Franco126 - Frigobar

## Tracce CD2
1. Crimson Sound - Make You Feel
2. Wonderful Sensations - Hold My Hands
3. Crimson Sound - I Can Be Stronger
4. Wonderful Sensations - I Don't Know
5. Earl Nelson Jr. - Price To Love
6. Tim Chambers - You Take It All
7. Infinity Lores - Waiting For A Better Day
8. Wolfe D Asis - Kiss Me
9. Earl Nelson Jr. - The Void
10. Magnetic Illusions - I Can See
11. Technician - Imaginative
12. Crazy Stripes - Good Good
13. Crazy Stripes - Leave Me Baby
14. Wonderful Sensations - Adrenaline
15. Tim Chambers - Slow
16. Wolfe D Asis - Bedroom
17. Infinity Lores - Broken Love
18. Magnetic Illusions - Come On Baby
19. Crimson Sound - I Love To Be Free
20. Earl Nelson Jr. - Wonder